# Premio Internacional Ernesto Cardenal de Poesía Joven
El Premio Internacional Ernesto Cardenal de Poesía Joven se creó en homenaje a los ochenta años de vida de Ernesto Cardenal, poeta, sacerdote, teólogo, escritor, traductor, escultor y político nicaragüense. 
Este premio se organizó en 2005 por la "Comisión Nacional Pro Celebración de los ochenta años de Ernesto Cardenal". Se estableció con la colaboración de la "Fundación Mare Terra Mediterrània" y la Universidad Veracruzana.
En su primera entrega, las bases de convocatoria del premio, estipularon una edad máxima de 30 años para participar y una dotación USD$ 5,000.00 dólares estadounidenses y la publicación del poemario que resultara ganador, dejaba también abierta la posibilidad de dos menciones honoríficas a criterio del Jurado.
Según Ángel Juárez (Presidente de la  Mare Terra Fundación Mediterrània), este premio pretende ser: 
"un referente literario a nivel mundial dándole la importancia y relevancia que merece por el ámbito que tendrá y sobre todo por el nombre que llevará representado a una figura como la de Ernesto Cardenal."

## Galardonados
- Francisco Ruiz Udiel (2005).  Nicaragua